# Nataliya Gumenyuk
Pour les articles homonymes, voir Gumenyuk.
 (mars 2022).
La mise en forme du texte ne suit pas les recommandations de Wikipédia : il faut le « wikifier ».
Les points d'amélioration suivants sont les cas les plus fréquents. Le détail des points à revoir est peut-être précisé sur la page de discussion.
- Les titres sont pré-formatés par le logiciel. Ils ne sont ni en capitales, ni en gras.
- Le texte ne doit pas être écrit en capitales (les noms de famille non plus), ni en gras, ni en italique, ni en « petit »…
- Le gras n'est utilisé que pour surligner le titre de l'article dans l'introduction, une seule fois.
- L'italique est rarement utilisé : mots en langue étrangère, titres d'œuvres, noms de bateaux, etc.
- Les citations ne sont pas en italique mais en corps de texte normal. Elles sont entourées par des guillemets français : « et ».
- Les listes à puces sont à éviter, des paragraphes rédigés étant largement préférés. Les tableaux sont à réserver à la présentation de données structurées (résultats, etc.).
- Les appels de note de bas de page (petits chiffres en exposant, introduits par l'outil «  Source ») sont à placer entre la fin de phrase et le point final[comme ça].
- Les liens internes (vers d'autres articles de Wikipédia) sont à choisir avec parcimonie. Créez des liens vers des articles approfondissant le sujet. Les termes génériques sans rapport avec le sujet sont à éviter, ainsi que les répétitions de liens vers un même terme.
- Les liens externes sont à placer uniquement dans une section « Liens externes », à la fin de l'article. Ces liens sont à choisir avec parcimonie suivant les règles définies. Si un lien sert de source à l'article, son insertion dans le texte est à faire par les notes de bas de page.
- La présentation des références doit suivre les conventions bibliographiques. Il est recommandé d'utiliser les modèles {{Ouvrage}}, {{Chapitre}}, {{Article}}, {{Lien web}} et/ou {{Bibliographie}}. Le mode d'édition visuel peut mettre en forme automatiquement les références.
- Insérer une infobox (cadre d'informations à droite) n'est pas obligatoire pour parachever la mise en page.

Pour une aide détaillée, merci de consulter Aide:Wikification.
Si vous pensez que ces points ont été résolus, vous pouvez retirer ce bandeau et améliorer la mise en forme d'un autre article.
Nataliya Gumenyuk (également orthographiée Natalia Humeniuk, en ukrainien Ната́ля Гуменю́к), née à Birobidjan en 1983, est une journaliste ukrainienne spécialisée dans les affaires étrangères et les reportages sur les conflits. Autrice de trois ouvrages, elle est également la fondatrice Public Interest Journalism Lab et cofondatrice et présidente de l'ONG Hromadske.

## Formation
Elle est diplômée de l'Institut de journalisme de l'Université nationale Taras Shevchenko de Kiev (années 2000–2004 ou 2001–2005) et de l'Université d'Örebro en Suède où elle obtient une maîtrise en journalisme international (année 2005-2006).

## Carrière
Durant ses études, de 2002 à 2004, elle a été rédactrice en chef du journal étudiant indépendant Nasha Sprava et a enseigné à l'école de journalisme Mohyla de Kiev. Entre 2002 et 2003, elle devient journaliste internationale à Novyi Kanal et pour 5 Kanal en 2003. L'année suivante, elle devient journaliste internationale pour le programme de vérification des faits, ICTV et en 2004, elle travaille pour "ProfiTV News Agency".
Après son master de journalisme, elle devient responsable du département international et envoyée spéciale pour la chaîne de télévision "K1", ainsi qu'auteure et animatrice de l'émission "One Reportage". Entre 2007 et la fin de l'année 2009, elle dirige le service international de la chaîne INTER TV, pour laquelle elle a également été envoyée spéciale. En 2009, la chaîne est nommée pour la première fois pour un Emmy Award dans la catégorie News pour sa couverture de la guerre d'Ossétie du Sud par le journaliste Ruslan Yarmolyuk. La même année, elle effectue également un échange avec la BBC World News sur HARDtalk et à The Guardian et The Independent. Elle est finalement licenciée à la fin de l'année 2009 sans explication, provoquant l'indignation de ses collègues dont certains démissionnent en signe de soutien. Elle devient alors journaliste indépendante.
Entre 2010 et 2011, Nataliya Gumenyuk est rédactrice en chef du projet "Our" (INTER, studio "07 Production") qui met l'accent sur quinze programmes télévisés portant sur des Ukrainiens ayant quitté leur pays et ayant réussi à l'étranger, notamment en Norvège, au Brésil, en Afrique du Sud, en Inde ou encore en Chine. Elle a également couvert les événements du printemps arabe. Durant cette période, elle a travaillé comme pigiste internationale, principalement pour des publications ukrainiennes telles que The Ukrainian Week, Ukrayinska Pravda, Esquire Ukraine, studio 1 + 1, la radio Voice of the Capital, ainsi que pour certains médias étrangers tels que OpenDemocracy Russia (UK), RTL-Pays-Bas et M6 (France).
En 2013, elle participe à la création de la chaîne de télévision numérique Hromadske, dont elle est élue directrice en mai 2015.
Depuis le 6 novembre 2019, Nataliya Gumenyuk est membre du Conseil pour la liberté d'expression et la protection des journalistes.

## Vie privée
Elle a épousé à Minsk le 12 août 2017 le journaliste Peter Ruzavin, de la chaîne de télévision russe Dozhd.

## Récompenses
- 2009 - Lauréate de la Fondation Anatoliy Moskalenko pour ses réalisations en journalisme.
- 2013 - Médaille d'argent au concours de reportage artistique "Samovydets" pour le reportage "How the desert sounds where the water begins", un recueil de notes de Jordanie, d'Egypte, d'Iran et de Tunisie)[7].

## Œuvres choisies

### Ouvrages
- Veni, Vidi, Scripsi: Світ у масштабі українського репортажу (Veni, Vidi, Scripsi: The World on the Scale of Ukrainian Reporting) (collection de rapports de divers auteurs), Kyiv: Tempora, 2013.
- Майдан Тахрір. У пошуках втраченої революції (La place Tahrir. A la recherche de la révolution perdue), Kyiv: Political Criticism, 2015.
- Загублений острів. Книга репортажів з окупованого Криму (Ile perdue. Livre de rapports de la Crimée occupée. ), Lviv, Old Lion, 2020.